# Кяхулай
Кяхула́й (кум. Кяхулай-Торкъали) — посёлок городского типа в Дагестане. Входит в городской округ город Махачкала. Административно подчинён Советской районной администрации города Махачкала.

## Географическое положение
Расположен у северо-восточного склона горы Тарки-Тау.

## История
На месте посёлка с XVII века располагалось селение Амирхан-гент. Селение принадлежало князю Амирхану (сын Эльдар-шаухала Тарковского, бывший послом Кумыкии в Москве и Персии). По некоторым данным в селении побывал немецкий путешественник Адам Олеарий и изобразил его на картине города Тарку.

Постановлением СНК Дагестанской АССР от 12 апреля 1944 г. «О переселении колхозников колхозов „им. МОПР“, „9 января“ и „1 мая“ Махачкалинского района в Хасавюртовский район» большая часть населения поселка была переселена в село Османюрт. С того периода территория поселка вошла в состав города Махачкала.
В 1988 году часть домостроенний поселка была разрушена сошедшим оползнем. Пострадавшим жителям были выделены участки в дачном поселке Южный, который впоследствии был преобразован в посёлок Новый Кяхулай.
В 1992 году посёлок был выделен из городской черты Махачкалы в самостоятельный населенный пункт, со статусом посёлка городского типа.

## Население
| 1869  | 1888  | 1895  | 1926  | 1939  | 2002  | 2010  |
| ----- | ----- | ----- | ----- | ----- | ----- | ----- |
| 608   | ↗714  | ↗730  | ↘581  | ↗648  | ↗5353 | ↗6962 |
| 2012  | 2013  | 2014  | 2015  | 2016  | 2017  | 2018  |
| ↗7041 | ↗7109 | ↗7267 | ↗7292 | ↗7330 | ↗7344 | ↗7378 |
| 2019  | 2020  | 2021  | 2023  | 2024  | 2025  |       |
| ↗7423 | ↗7447 | ↘7398 | ↗7419 | ↗7426 | ↗7456 |       |

Национальный состав
По данным Всероссийской переписи населения 2021 года:
| Национальность | численность | доля, % |
| -------------- | ----------- | ------- |
| кумыки         | 3 797       | 51,32 % |
| аварцы         | 1 397       | 18,88%  |
| даргинцы       | 987         | 13,34%  |
| лакцы          | 443         | 5,46 %  |
| лезгины        | 290         | 4,10 %  |
| не указали     | 321         | 4,33 %  |
| другие         | 163         | 8,97 %  |
| всего          | 7 398       | 100 %   |

## Люди, связанные с посёлком
- Алиев, Салав Магомедсалихович (р. 1936) — учёный и общественно-политический деятель